# Обеля (станція метро)
Обеля (болг. Обеля) — спільна станція Другої та Четвертої ліній Софійського метрополітену, була відкрита 20 квітня 2003 року. Формально є кінцевою станцією Четвертої лінії, але фактично є транзитною між Четвертою і Другою лініями.
- Розташування: Станція розташована в західній частині першої лінії між двох мікрорайонів житлового кварталу «Обеля», її центральна частина знаходиться на мосту через річку Какач.
- Конструкція: Наземна крита станція з двома береговими платформами на дузі
- Пересадки
  - Автобуси: № 26, 30, 31, 81, 150;
  - Трамвай:6

## Галерея

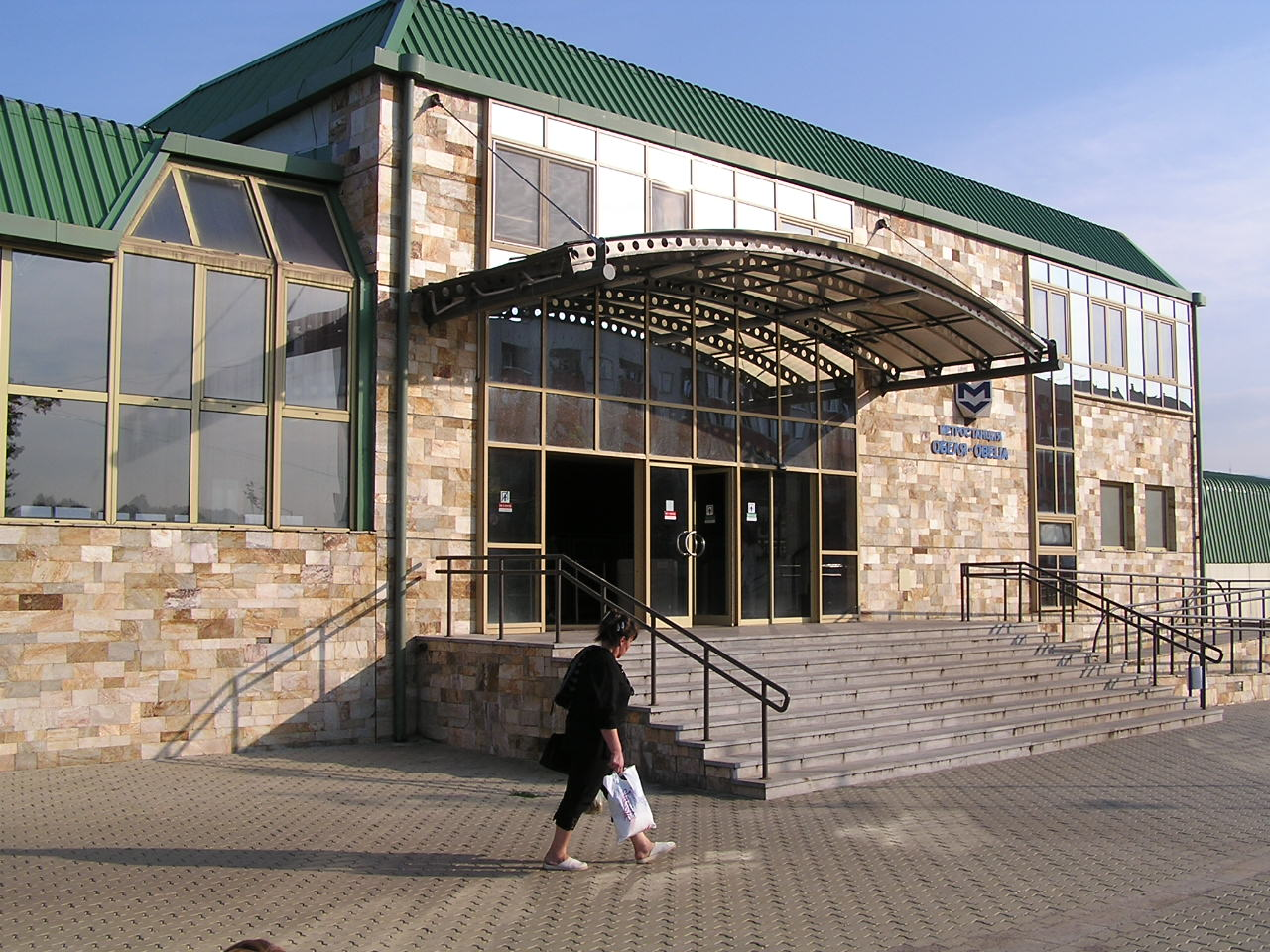
Вихід зі станції
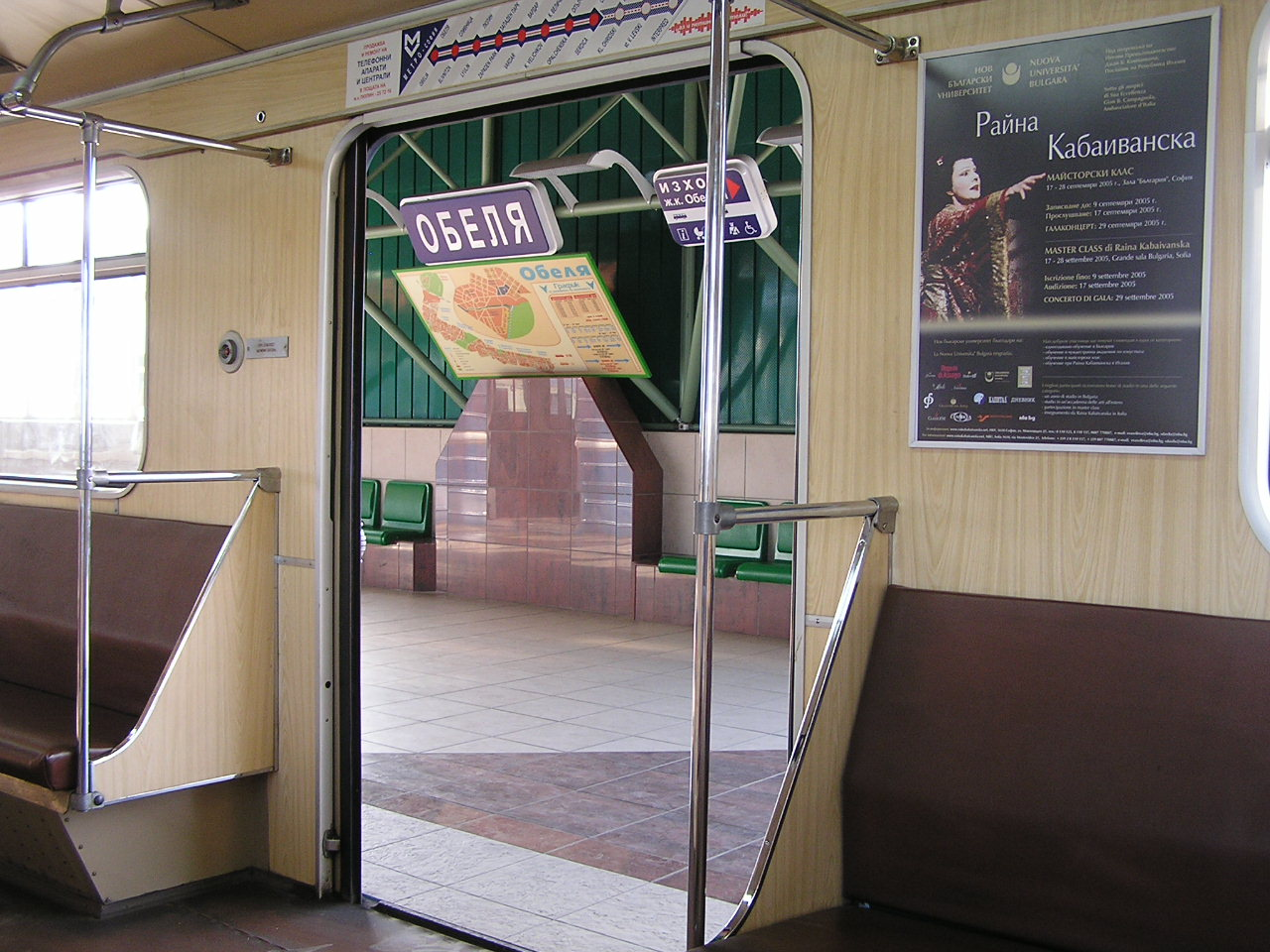
Вхід
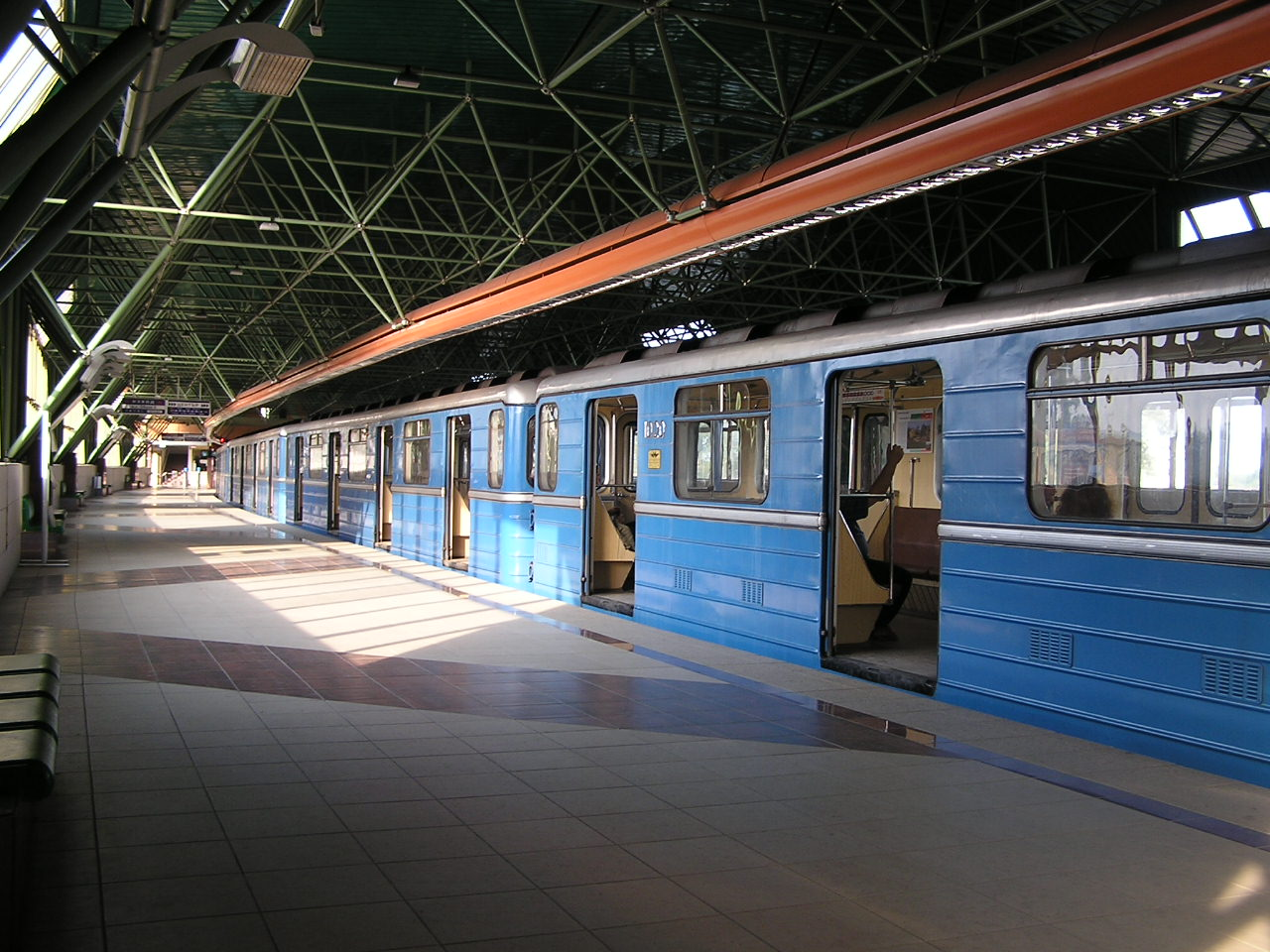
Платформа